# ADN mitocondrial

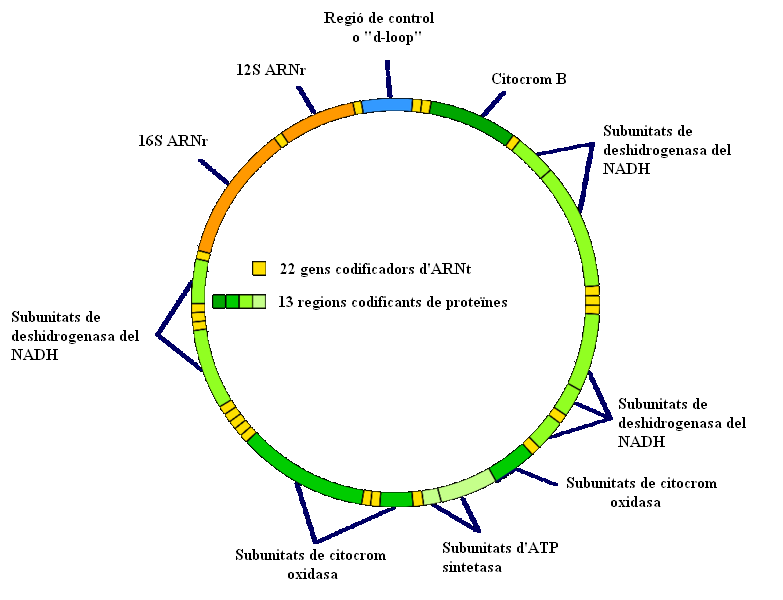
Mapa genètic de l'ADN mitocondrial.

L'ADN mitocondrial, ADNm o mtDNA; és l'ADN que es troba als mitocondris. Això és un fet destacable, ja que la major part de l'ADN dels organismes eucariotes es localitza al nucli.

## Estructura
L'ADN mitocondrial és un ADN bicatenari circular que es localitza a la matriu mitocondrial. Es troben múltiples còpies a cada mitocondri, entre 5 i 10. S'organitza en estructures anomenades nucleoides. Els genomes mitocondrials de diferents espècies varien en mida i nombre de gens. Totes les proteïnes que codifica l'ADNm són necessàries per a l'orgànul; a més necessita altres proteïnes que són codificades per l'ADN nuclear.

## Origen
Segons la teoria endosimbiòntica, l'ADN nuclear i mitocondrial tenen un origen evolutiu separat, amb el ADNmt essent derivat de bacteris que foren engolits pels precursors primerencs de les cèl·lules eucariotes.
Altres teories sobre l'origen dels mitocondris suporten la hipòtesi que foren originats de manera endògena, i és un tema de vigent anàlisi.
Amb tot és evident que formen un genoma amb una transmissió hereditària peculiar.

## Herència mitocondrial

La transmissió de l'ADNmt es produeix de manera directa de la mare als fills, la qual cosa permet als genealogistes determinar i confirmar llinatges materns.

En la majoria d'organismes pluricel·lulars, l'herència de l'ADNmt té lloc a través de la mare (herència materna). Els mecanismes implicats inclouen una dilució simple (un òvul conté, de mitjana, 200.000 molècules d'ADNmt, mentre que un espermatozoide humà saludable conté una mitjana de 5 molècules), la degradació de l'ADNmt de l'esperma en el tracte genital masculí, en l'òvul i, almenys en alguns organismes, la nul·la capacitat de l'ADNmt de l'espermatozoide d'entrar a l'òvul. Sigui quin sigui el mecanisme, aquest patró uniparental (herència uniparental) del l'ADNmt es troba en la majoria dels animals, la majoria de les plantes i també en els fongs.

### Herència femenina
En la reproducció sexual, els mitocondris normalment són heretats exclusivament de la mare; els mitocondris de l'esperma dels mamífers solen ser destruïts per l'òvul després de la fecundació. A més, la majoria de mitocondris estan presents a la base de la cua de l'esperma, que s'utilitza per impulsar les cèl·lules espermàtiques; de vegades la cua es perd durant la fecundació. El 1999 es va publicar que els mitocondris espermàtics paterns (que contenen ADNmt) estan marcats amb ubiquitina per seleccionar-les per destrucció posterior a l'interior de l'embrió. Algunes tècniques de fertilització in vitro, especialment injecció d'un espermatozoide en un oòcit, poden interferir aquest procés.
El fet que la transmissió de l'ADN mitocondrial sigui mitjançant herència materna permet que els investigadors genealògics puguin rastrejar el llinatge matern molt lluny en el temps. (el cromosoma Y, heretat per via paterna, s'utilitza de manera anàloga per determinar la història patrilineal). Això s'acostuma a fer en l'ADN mitocondrial humà mitjançant la seqüenciació de les regions de control hipervariable (HVR1 o HVR2), i de vegades la molècula completa de l'ADN mitocondrial, en una prova genealògica d'ADN. La regió HVR1, per exemple, consta d'uns 440 parells de bases. Aquests 440 parells de bases es comparen amb les regions de control d'altres individus (ja siguin persones específiques o subjectes en una base de dades) per determinar el llinatge matern. Molt sovint, la comparació es fa amb la Seqüència de referència de Cambridge revisada (rCRS). Vilà et al. han publicat estudis seguint el descens matrilineal de gossos domèstics a llops. El concepte d'Eva mitocondrial es basa en el mateix tipus d'anàlisi, tractant de descobrir l'origen de la humanitat seguint el llinatge en el temps.
L'ADNmt és molt conservat, i les seva taxa de mutació relativament lenta (en comparació amb altres regions d'ADN com els microsatèl·lits) fan que sigui útil per a estudiar les relacions evolutius -filogènia- d'organismes. Els biòlegs poden determinar i comparar les seqüències d'ADNmt entre diferents espècies i utilitzar les comparacions per construir un arbre evolutiu per a les espècies examinades. Tanmateix, a causa de les mutacions lentes que experimenta, sovint és difícil distingir entre espècies molt properes, per la qual cosa cal utilitzar altres mètodes d'anàlisi.

## Genoma mitocondrial
El genoma mitocondrial és el material genètic del mitocondri. Els mitocondris són orgànuls que es reprodueixen de manera autonoma de la resta de la cèl·lula eucariota. Això s'explica per la teoria endosimbiòtica. D'aquesta manera perviuen un bon nombre de mitocondris després de la divisió cel·lular. A causa de la seva activitat en el metabolisme oxidatiu els mitocondris entren amb bastants compostos oxidants i pateixen també un alt nombre de mutacions genètiques. Els gens mitocondrials varien amb una elevada rapidesa en comparació amb els del nucli cel·lular, cosa que actualment s'utilitza per a l'estudi d'antigues poblacions genètiques.
El material genètic que forma el genoma mitocondrial és similar en estructura al de les cèl·lules procariotes El mitocondri posseeix ADN circular propi, d'una mida de 16.569 parells de bases en l'home, contenen un petit nombre de gens, distribuïts entre la cadena H o pesant (de l'anglès heavy) i la cadena L o lleugera (light). Aquestes denominacions provenen de l'estudi de la seva dissociació un cop desnaturalitzats i en electrocromatografia en gel d'agarosa formen dues bandes amb diferent velocitat de recorregut.
El nombre de gens en l'ADN mitocondrial humà és de 37, enfront dels 30.000 - 40.000 gens calculats de l'ADN cromosòmic nuclear. Aquests gens mitocondrials són:
- Gens d'ARNts.
- Gens d'ARNrs.
- Gens d'ARNm que codifiquen algunes proteïnes.

Com que el genoma mitocondrial sols s'hereta de mares a fills sense recombinació genètica és de gran valor per a estudiar les relacions entre les poblacions humanes.